# 十三机兵防卫圈
《十三机兵防卫圈》是一款由Vanillaware开发的2D科幻冒险游戏，於2019年11月28日起在PlayStation 4平台上發行，2022年4月12日起於任天堂Switch平台發行。本作獲得2020年日本遊戲大獎的優秀獎。

## 登場人物
鞍部十郎
配音 - 下野紘
本作十三人主角群其中一人。黑色短髮、愛看錄影帶的少年。
冬坂五百里
配音 - 種崎敦美
本作主角群其中一人，白色長髮的少女，上課經常趴在桌上睡覺。
網口愁
配音 - 鈴木達央
本作主角群其中一人。茶色短髮的少年。總是將上身校服解開，顯出內裡黑色汗衫。
藥師寺恵
配音 - 内田真礼
本作主角群其中一人。帶著眼鏡、黑色長髮之魔法少女。
比治山隆俊
配音 - 石井隆之
本作主角群其中一人。頭髮有少許長的的少年。無法原諒浪費炒麵麵包的人。
鷹宮由貴
配音 - 小清水亞美
本作主角群其中一人。用紅絲來綁馬尾辮的不良少女，手上戴著皮手套。
關原瑛
配音 - 浪川大輔
本作主角群其中一人。淺色短髮的職業殺手。
南奈津乃
配音 - 佐倉薰
本作主角群其中一人。茶色短髮，為田徑社社員，經常穿著三角形體育褲。
三浦慶太郎
配音 - 石川界人
本作主角群其中一人。總是帶著學帽的少年。
如月兔美
配音 - M·A·O
本作主角群其中一人。帶著紅色眼鏡，留著兩條辮子的少女。
緒方稔二
配音 - 關智一
本作主角群其中之一人。梳理著飛機頭髮型的少年。
東雲諒子
配音 - 早見沙織
本作主角群其中之一人，來自二十一世紀六十年代，經常躺在保健室床上。
郷登蓮也
配音 - 福山潤
本作主角群其中之一人。與東雲諒子同年代人物，現就讀孝良高中二年級。

## 发布
遊戲最初於2015年东京电玩展上正式公佈，并原定于2016年四季度于PlayStation 4与PlayStation Vita平台之上发售。但是遊戲發售日期在之后一直被無限期推遲，并且最后不再支持PlayStation Vita平台。
在2019年3月14日，游戏在亚洲地区推出了包含繁体中文版在内的3小時故事劇情體驗试玩版《十三機兵防衛圈 PROLOGUE》。在7月18日，官方确认游戏将于2019年11月28日发售。10月30日，游戏在PlayStation日服商店推出了制品版开头3小时的体验版。11月28日，世嘉宣布将于2020年春季发售游戏包括了繁简中文的亚洲版，原版游戏将不会追加中文游戏内容。在2020年1月9日，世嘉确认将于3月19日发售包含繁简中文的亚洲版游戏。
2021年11月28日举行的发售两周年纪念活动上，正式宣布本作将登陆任天堂Switch平台，将追加英文语音。

## 评价
| 媒体   | 得分  |
| ------ | ----- |
| Fami通 | 38/40 |

在发行第一周，该游戏的零售版总计售出34,200份，在排行榜中排名第五。神谷盛治将销量低迷归咎于游戏类型小众、制作困难以及与其他热门游戏一起发行。尽管初始销量较低，但来自玩家和其他行业数据的正面口碑导致销量增加和库存短缺。
截至2020年1月，它仍然是最畅销的30个游戏之一，实体版游戏销量接近59,500份。实体版和数字版的销量总和达到100,000份。2021年9月，官方宣布游戏在日本本土销量超过20万份；11月，官方宣布本作全球累计销量已达到50万份。

## 漫画
- 十三机兵防卫圈 官方漫画精选集（执笔阵容：うはなこ／片桐ikumi（片桐いくみ）／黒山メッキ／こーひー／こるせ／スガトシオ／すのはら風香／SAVE&MENU／そと／乃原美隆／晴瀬ひろき／梵辛／霧月／ムベ山（モラリスト）、原作：ATLUS）
  - 2020年9月10日 KADOKAWA ISBN 9784049134223
  - 2024年8月 天闻角川（出品） 新星出版社（出版） ISBN 978-7-5133-5676-3